# Stary kościół św. Stanisława w Boguchwale
Stary kościół św. Stanisława Biskupa i Męczennika w Boguchwale – rzymskokatolicki kościół filialny znajdujący się w mieście Boguchwała, w województwie podkarpackim. Należy do dekanatu Boguchwała diecezji rzeszowskiej.
Parafia w Boguchwale (ówcześnie Piotraszówce) została założona 20 stycznia 1461 roku, w dzień św. Fabiana i Sebastiana, jako fundacja Mikołaja Piotraszewskiego. Świadkami tego wydarzenia byli księża z okolicznych parafii: Jan z Tyczyna, Jan z Przybyszówki i Piotr z Rzeszowa oraz pobliska szlachta. Patronami kościoła zostali św. Klemens i św. Dorota Dziewica (oboje byli męczennikami). Pierwsza świątynia została konsekrowana w 1468 roku. Zbudowany przez Piotraszewskiego kościół był drewniany. Z pierwszej wizytacji parafii z 1646 roku wizytator zanotował, że w kościele znajdują się cztery ołtarze oraz, że budynek kościoła ucierpiał w czasie najazdu tatarskiego w 1624 roku (prawdopodobnie w czasie bitwy pod Martynowem).
W późniejszych latach kościół był niszczony i wielokrotnie grabiony. Odnotować należy najazd wojsk siedmiogrodzko-kozackich na przełomie lutego i marca 1657 roku. Trwająca 47 dni inwazja wojsk nieprzyjacielskich, doprowadziła do znacznych strat. Od 2 do 20 października 1672 roku ziemię przemyską pustoszył kolejny najazd tatarski. Na terenie ziemi przemyskiej operowały trzy większe grupy rajdowe, złożone z lekkiej kawalerii krymskiej, które powodowały znaczne straty materialne i ludzkie. W czasie jednego z takich wypadów ordyńcy napadli na Piotraszówkę oraz inne wsie, pozostawiając po sobie zgliszcza.
Z wizytacji z 1721 roku wiadomo, że w kościele znajdowały się cztery ołtarze: główny z wizerunkiem patrona kościoła św. Klemensa; ołtarz z wizerunkiem Piety; ołtarz poświęcony św. Antoniemu Padewskiemu oraz ołtarz św. Józefa;
Wizytator odnotował rzeźbioną ambonę, krucyfiks w łuku tęczowym, stalle, tabernakulum oraz chrzcielnicę z rzeźbą św. Jana chrzciciela. W kościele znajdowały się rzeźbione ośmiogłosowe organy, a na wieży 4 dzwony i piąta sygnaturka na kościele, wymagająca naprawy. Z tego źródła czerpiemy również wiadomości na temat zasobności kościoła w szaty liturgiczne. Biskup skrupulatnie wyliczył 18 ornatów, 25 obrusów, 8 alb, 3 kapy, 20 korporałów.
Ówczesny proboszcz parafii ks. Dominik Libanowski wzbogacił wystrój kościoła o blaszany lawentarz w zakrystii oraz blaszaną kropielnicę. Naprawy wymagały dwie mosiężne lampy. Odnotowano dwa kobierce parzyste z herbem Ustrzyckich, do których Piotraszówka należała w latach 1650-1724.
W 1724 roku drewnianemu kościołowi groziło zawalenie. W tej sytuacji Teodor Lubomirski, nowy właściciel ziem otrzymał zgodę od biskupa na rozbiórkę drewnianej świątyni i wybudowanie nowej. Przy okazji z tym kościołem, a także ze zmianą nazwy miejscowości z Piotraszówka na Boguchwała istnieje, wspomniana wyżej legenda:
„W 1724 roku książę Teodor Lubomirski został właścicielem Piotraszówki alias „Pietraszówki”, którą to nazwę utworzono od imienia pierwszego jej posiadacza, imć pana Piotra Kmity (ok. 1350r.). Wspomniany książę Teodor należał ponoć do osób, które za nic miały nakazy boskie i prawa ludzkie.
W życiu magnata pełnym hulaszczych uciech, przemocy i gwałtów, dosyć nieoczekiwanie nastąpiła zdecydowana zmiana. Głęboka refleksja nad swymi uczynkami sprawiła, że skrucha i chęć górowania nad wyniosłością księcia. Winy były chyba spore, gdyż ksiądz spowiednik w ramach pokuty nakazał wielmoży zbudowanie trzech zaś stosowną pragnącego odpokutować swoje przewinienia, zabrał się do mieszkańców okolicznych wsi była to culpa (szczęśliwa wina), gdyż dzięki temu powstały świątynie w Zabierzowie i Zgłobniu. Ostatni kościół książę wybudował
w należącej do niego Pietraszówce. Finis coronat opus (koniec wieńczy dzieło) - jak powiada przysłowie.
Kończąc budowę ostatniej świątyni w Roku Pańskim 1728-jej możny fundator padł na kolana i z wielką ulgą i radością wypowiedział słowa: „Bogu dzięki” (albo „Chwała Bogu”). Winy zostały odpuszczone. Bogobojna postawa „pana na Piotraszówce” bardzo wzruszyła jej mieszkańców. Od tej pory Piotraszówkę coraz częściej nazywano: Bożachwała.
Współcześnie brzmiąca nazwa Boguchwała została urzędowo nadana
i zatwierdzona przez króla Polski Augusta II z dynastii saskiej. Władca ten nadał Boguchwale prawa miejskie IV kategorii wraz z możliwością organizowania jarmarków.
Tak ot przedstawia się rodowód oryginalnej bądź co bądź nazwy naszej miejscowości”[1].
Kościół został wzniesiony w miejscu rozebranego kościoła drewnianego.
W obrębie nowego kościoła znalazły się dwa grobowce murowane: pierwszy pod głównym ołtarzem, a drugi po stronie ewangelii na środku kościoła. Kościół został zlokalizowany na skraju skarpy stromo opadającej w kierunku wschodnim i południowym.
Nowy kościół był ważnym elementem w kompozycji założenia pałacowego, nawiązując do najlepszych wzorców europejskich w tamtym okresie.
Architektura tego kościoła ma wiele cech zbliżonych z kościołem oo. Bernardynów w Rzeszowie. Podobieństwo widać również w architekturze kościoła ujazdowskiego wraz z jego 33 kaplicami, jak i kościoła i klasztoru dominikanów 
w Łańcucie będących fundacją Teodora Lubomirskiego. Uwzględniając osobę fundatora wydaje się to w pełni zrozumiane.
Budowa kościoła trwała dwa lata (1725-1727). Krakowski konserwator zabytków Z. Hendel, który nadzorował renowacje kościoła w latach 1895-1903 stwierdził, że kościół był dziełem budowniczego pochodzącego z Moraw. W 1729 roku sufragan przemyski biskup A. Pruski konsekrował świątynię pw. św. Stanisława Biskupa i Męczennika.
Kościół jest jednonawowy, wzniesiony na planie prostokąta (Fot. 6). Wysoki poziom artystyczny prezentuje drewniane wyposażenie kościoła. 23 listopada 1976 roku został wpisany do rejestru zabytków województwa podkarpackiego.
W kościele znajdowały się trzy konsekrowane ołtarze. Ołtarz główny 
z wizerunkiem Matki Bożej Bolesnej trzymającej na rękach Chrystusa zdjętego z krzyża pochodził z pierwszej połowy XVIII w. Był drewniany, polichromowany i złocony. Dwa ołtarze boczne: jeden z wizerunkiem Niepokalanego Poczęcia Najświętszej Maryi Panny po prawej (południowej) stronie, a drugi z obrazem św. Antoniego Padewskiego po stronie lewej (północnej), w ramach podobnych do ram w ołtarzu głównym. Tak samo jak ołtarz główny były drewniane, polichromowane i złocone. W inwentarzu parafialnym z 1727 roku zanotowano, że chrzcielnica (baptysterium) została przeniesiona ze starego, drewnianego kościoła.
Dach kościoła był pokryty gontem w kolorze czerwonym. W tej formie kościół przetrwał do 1841 roku, kiedy to świątynie częściowo zniszczył pożar. W 1867 roku zmieniono pokrycie dachu z gontowego na blachę i pomalowano na czerwono.
10 października 1868 roku krakowska prasa odnotowała kolejny pożar kościoła w Boguchwale. W trakcie tego pożaru prawdopodobnie zostały uszkodzone dwa boczne ołtarze, gdyż z zapisków proboszcza ks. A. Ciesielskiego wynika, że ołtarze musiano odbudować.
Obraz Niepokalanego Poczęcia NMP po północnej stronie zakupiono już w 1872 roku, ale umieszczono go dopiero w 1875 roku, czyli po odbudowie ołtarza. W drugim ołtarzu, obraz św. Antoniego Padewskiego zastąpiono obrazem z wizerunkiem Najświętszego Serca Pana Jezusa sprzed 1882 roku.
Ołtarz główny pochodzi z 1 połowy XVIII wieku. Drewno na nim jest polichromowane i złocone, z parami kolumn na wysokich cokołach. Kolumny wewnętrzne wysunięte ku przodowi. Pośrodku obraz „Ukrzyżowanie Zbawiciela z klęczącą świętą Marią Magdaleną”. Obraz został ufundowany przez ks. A. Ciesielskiego w 1886 roku, przemalowany gruntownie w 1919 roku przez J. Krupskiego. Być może zakup był spowodowany zniszczeniem dotychczasowego obrazu podczas pożaru kościoła. W tle obrazu widoczny fragment zabudowy Jerozolimy. Obraz malowany farbą olejną na płótnie w profilowanej półkoliście zakończonej ramie, której zwieńczenie stanowi motyw ornamentalny złożony z rzeźbionych, stylizowanych, wachlarzowato ułożonych piór. Zwieńczenie w formie podwieszanej kotary o asymetrycznie bardzo bogato i dekoracyjnie modelowanych fałdach. Pośrodku zwieńczenia pod kopulastym baldachimem z lambrekinem umieszczony został owalny obraz z XVIII wieku przedstawiający św. Stanisława Biskupa.
Ołtarz boczny po stronie prawej, barokowy, pochodzi z 1 połowy XVIII wieku. Wykonany został z drewna polichromowanego, złocony z parami flankujących kolumn ustawionych obok siebie, na wspólnych cokołach. Pośrodku obraz „Najświętszego Serca Pana Jezusa” z XIX wieku, w profilowanej łukowato zakończonej ramie, której zwieńczenie stanowi motyw ornamentalny złożony z rzeźbionych, stylizowanych palmentowato ułożonych piór. Nad belkowaniem w zwieńczeniu owalny obraz z wizerunkiem Matki Bożej.
Ołtarz boczny po lewej stronie, w nim znajduje się obraz „Niepokalanego Poczęcia Najświętszej Maryi Panny” datowany na XIX wiek, a w zwieńczeniu obraz św. Józefa pochodzący z XVIII wieku.
Uwagę zwraca również portal drzwi wejściowych z zakrystii po lewej (północnej) stronie, z pierwszej połowy XVIII wieku, wykonany z drewna rzeźbionego i polichromowanego. Na portalu znajduje się obraz przedstawiający św. Marcina na koniu. Intersujący jest także portal drzwi do loży kolatorskiej po stronie prawej, datowany na pierwszą połowę XVIII wieku, a na nim obraz św. Grzegorza w tiarze na głowie.
Na ścianach kościoła zawieszone są barokowe obrazy apostołów z połowy XVIII wieku. Przedstawiają pojedyncze twarze apostołów – Andrzeja, Bartłomieja, Filipa, Jakuba, Jakuba Jałmużnika, Jana, Łukasza, Pawła, Pawła, Piotra oraz twarze podwójne – Szczepana i Macieja oraz Szymona i Tadeusza, zwrócone na wprost lub z profilu. Każdy z apostołów przedstawiony został z własnym atrybutem w tle. Wszystkie obrazy, malowane farbami olejnymi, na płótnie, są oprawione w złocone ramy.
Obok ołtarza głównego na ścianach z obu stron znajdują się dwa duże obrazy: św. Walentego i św. Jana Nepomucena. Oba namalowane na płótnie farbą olejną w połowie XVIII wieku. Św. Walenty po prawej (południowej) stronie, ubrany w strój kapłański, błogosławi klękającym przed nim mężczyznom i kobietom, w tym matkę z dzieckiem. Po lewej (północnej) stronie św. Jan Nepomucen w stroju kapłańskim trzyma liść palmowy oraz krucyfiks. Pod nogami świętego leży postać kobieca symbolizująca „Złą Sławę”. Na horyzoncie widoczny zarys Pragi, miasta gdzie ciało Jana zostało wrzucone do Wełtawy.
Według ustaleń T. Szydłowskiego najstarsze trzy dzwony z piotraszewskiego kościoła pochodzą z XV wieku, a następny z XVI wieku. Najstarszy z nich o średnicy 66 cm zachowany do dzisiaj z I połowy XV wieku wykonany został w pracowni ludwisarskiej Jana Freudenthala w Krakowie. Widnieje na nim inwokacja:
„O Rex Glorie Veni Cvm Verbum Caro Factvm Est Habirabit (sic) In Nobis Amen”
(„O Królu chwały, przyjdź, którego Słowo jest ciałem, a On będzie w nas Amen”).
Drugi dzwon pochodzący z XV wieku miał średnicę 76 cm, cylindryczny kształt, ramiona korony starannie karbowane; szyjka, znajdująca się blisko krawędzi, naznaczona czterema profilowanymi karbami. Oprócz tych dwóch dzwonów dużych były jeszcze dwa małe, każdy ważący po około 100 kg. Jeden z XV wieku o średnicy 55 cm, w kształcie i formie podobny do poprzednika. Dzwon czwarty i zarazem najmniejszy o średnicy 51 cm pochodził z połowy XVI wieku (odlany między 1548 a 1551 rokiem). Posiadał inwokacje: 
„Jezvs Nazarenvs Rex Ivdeor(v)m” („Jezus z Nazaretu, król żydowski”).
Dzwony przetrwały do 1917 roku. Wówczas rząd austriacki zarekwirował dwa mniejsze dzwony na cele wojenne. Pozostałe służyły parafii do 1934 roku. Wtedy to pękł największy dzwon o masie 350 kg, a pozostały ostatni ważący 200 kg, wymagał remontu. W 1935 roku odlano nowe dzwony o imionach: „Stanisław” i „Maryja”, a stary gotycki wyremontowano.
Nowe dzwony przetrwały do 1941 roku, kiedy to zostały zarekwirowane przez niemieckich okupantów na cele wojenne. W 1978 roku zostały ufundowane przez parafian nowe dzwony: „Franciszek”, „Czesław”, „Stanisław” oraz „Anioł Stróż”.
Dużą wartość antyczną reprezentuje ambona z I połowy XVIII wieku wykonana z drewna, wzbogacone w złocenia i polichromię, zawieszona przy ścianie nawy. Korpus mównicy ma sześcioboczny kształt, który zdobi sześcioboczny baldachim o lejkowatej formie z gołębicą na podniebieniu, zwieńczony kulą z krzyżykiem.
W kościele zachowała się również barokowa chrzcielnica, sprzed 1721 roku, pochodząca jeszcze ze starego drewnianego kościoła. Wykonana z czarnego marmuru o dekorowanej puklowanej czaszy. Zamyka ją pokrywa drewniana o kopulastym kształcie z rzeźbą przedstawiającą św. Jana Chrzciciela. Również na czas budowy kościoła datowane są dwie kropielnice wykonane z czarnego marmuru, które zostały wmurowane w ścianę nawy pod chórem.
Nad głównym wejściem w nawie znajduje się chór muzyczny także z 1 połowy XVIII wieku z drewnianą balustradą. Na chórze znajduje się prospekt organowy, najprawdopodobniej barokowy.
Od czasu budowy kościoła minęło prawie 300 lat. W tym czasie wiele się zmieniło w otoczeniu i wystroju świątyni. Prace remontowe w kościele i wokół niego prowadzono nieustannie. W latach 1820–1823, gdy kolatorem parafii był S. Straszewski, naprawiono wieże i pokrycie dachowe.
W drugiej połowie XIX wieku jego syn czynił starania, aby utrzymać kościół i jego otoczenie w należytym porządku. Poza uposażeniem kościoła zadbał o jego wygląd zewnętrzny, otaczając go murem ceglanym. Na murze umieszczono datę budowy – 1860 i monogram fundatora HS (Henryk Straszewski).
W latach 1895–1903 przeprowadzono remont i restaurację kościoła. Prace konserwatorskie nadzorował krakowski konserwator zabytków Z. Hendel. Dach i wieże kościoła pokryto blachą cynkowaną, w okna wstawiono witraże, a kościół odmalowano.
Do świątyni dobudowano przedsionek w miejsce małej kruchty. Zaświadcza o tym epitafium Mikołaja Ostoi Ziarnickiego umieszczony przy bramie głównej, upamiętniający złożenie pod progiem świątyni w 1781 roku prochów ekonoma dworskiego. Na elewacji tego przedsionka znajduje się herb Szreniawa z czarnego marmuru, nad którym znajduje się korona cierniowa i napis: Nobis autem absit gloriari nisi in Cruce Domini Nostri Jesu Christi („Ale daleko nam do chwały, chyba że w Krzyżu naszego Pana Jezusa Chrystusa”), a pod spodem napis Krzyż Chrystusa to mój herb, zaszczyt, honor, sława, pod tym krzyżem niech szuka sławy swej Szreniawa.
W kronice parafialnej znajdujemy informacje, że znaczne kwoty pochłonęło odnowienie malowideł po zakończeniu I Wojny Światowej. W latach 1945–1946 przeprowadzono ponownie prace renowacyjne. W latach 1972–1973 zakończono prace przy odnowieniu ołtarza. W następnym roku przeprowadzono konserwację i złocenia ram obrazów dwunastu apostołów, a w latach 1974–1975 odnowiono obrazy apostołów.
Po wybudowaniu i poświęceniu nowego kościoła, we wrześniu 1990 roku, stary kościół został wyłączony z użytkowania; krótko służył jako kaplica pogrzebowa. 
W kwietniu 2003 roku z inicjatywy proboszcza ks. S. Rydzika rozpoczęto kolejny jego remont. W latach 2003-2005 wypuszczono i zaimpregnowano fundamenty, odgrzybiono ściany i wyremontowano drewniane sklepienie. Dach pokryto blachą miedzianą. Wyremontowano wieżę kościelną, której groziło zawalenie. W latach 2005–2006 odnowiono elewację zewnętrzną, a następnie (2005–2007) mur wokół kościoła. 
W 2010 roku zakończono trwające 3 lata prace konserwatorskie polichromii na suficie świątyni. Nadal trwają prace remontowe, planowane jest odnowienie ołtarzy oraz remont organów.
[1] http://boguchwala.prv.pl/glowna_pliki/Page552.html